# 中国舆论监督网
中国舆论监督网是中国一家民间反腐败网站，由李新德于2003年10月1日创办。该网站以揭露出山东济宁副市长的李信和辽宁阜新前市长王亚忱而著名。
2021年1月7日，“中国舆论监督网”李某德被邳州法院判处有期徒刑5年，并处罚金30万，其子李某被判有期徒刑一年，罚5万元。判决书称，二人的罪名皆是非法经营罪。